# Kaschau-Oderberger Bahn

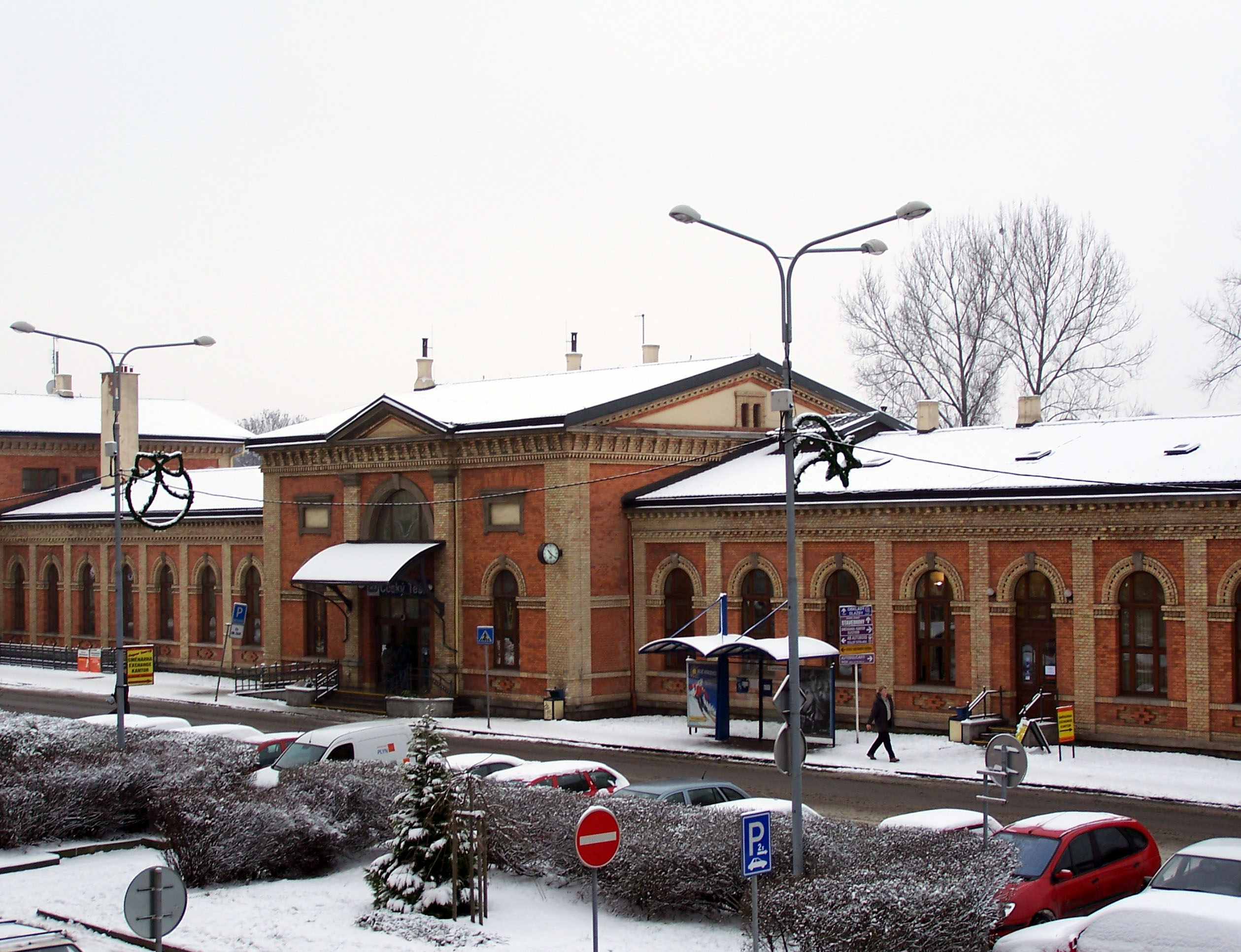
Bahnhof Teschen (Český Těšín)

Die k. k. privilegierte Kaschau-Oderberger Bahn, ungarisch: cs. és kir. szab. Kassa-Oderbergi Vasút, kurz Ks.Od (tschechisch Košicko-bohumínská dráha (KBD), slowakisch Košicko-bohumínska železnica) war eine private Eisenbahngesellschaft in Ungarn. Die Hauptstrecke der Gesellschaft verband das Industrie- und Kohlebergbaurevier Schlesiens mit der damals oberungarischen Stadt Kaschau (ungar. Kassa, heute: Košice) in der heutigen Ostslowakei. Sitz der Gesellschaft war Budapest.
Die Kaschau-Oderberger Bahn war neben der priv. Österreichisch-ungarischen Staatseisenbahngesellschaft (StEG) und der Südbahn-Gesellschaft eines der Eisenbahnunternehmen, die in beiden Reichshälften Österreich-Ungarns aktiv waren.

## Geschichte
Im Jahre 1866 erhielt die Kaschau-Oderberger Bahn die Konzession zum Bau einer Bahn, welche das preußische Bahnnetz in Schlesien auf kürzestem Wege mit dem Ungarns verbinden sollte. In den Jahren 1869 bis 1872 wurde die schwierig trassierte 362 km lange Hauptstrecke von Oderberg in Österreichisch-Schlesien bis Kaschau fertiggestellt. Die Direktion der k.k. privilegierten Gesellschaft befand sich in der ungarischen Hauptstadt Budapest, Betriebsleitungen befanden sich später in Teschen (für den österreichischen Abschnitt) und Kaschau.
Eine weitere Hauptstrecke betrieb die KsOd ab 1870 später noch von Kaschau nach Norden bis Eperjes (heute: Prešov), wo Anschluss an die ebenfalls private Eperjes-Tarnówer Bahn in Richtung Leluchów in Österreich (heute Polen) bestand. Am 18. April 1874 fusionierte die Kaschau-Oderberger Bahn mit dieser Gesellschaft.
Mit der Czorbasee-Zahnradbahn in der Hohen Tatra betrieb die KsOd ab 1896 auch ein Verkehrsmittel, welches hauptsächlich dem Fremdenverkehr diente.
Für eine ganze Reihe von privaten Lokalbahnen, welche an die Hauptstrecke Kaschau-Oderberg anschlossen, übernahm die KsOd die Betriebsführung. Aber auch auf Strecken im Eigentum der Ungarischen Staatsbahn MÁV – wie der Verbindung Csadcza–Zwardoń – führte die KsOd den Betrieb aus. Für Ungarn war die Eisenbahn vor allem wegen der Kohleimporte sehr wichtig. Aber auch im Personenverkehr stellte die Hauptstrecke der Bahngesellschaft ein bedeutsames Netzelement im mitteleuropäischen Fernverkehr dar, über das auch Kurswagen zum Orientexpress liefen und während des Ersten Weltkriegs der Balkanzug geführt wurde.
Nach 1918 verblieb das Streckennetz der Kaschau-Oderberger Bahn zur Gänze in der neugegründeten Tschechoslowakei. Als strategisch wichtige Eisenbahnstrecke (die Strecke Kaschau-Oderberg war die einzige leistungsfähige Verbindung im Osten des Landes) war die KsOd so schnell wie möglich für eine Verstaatlichung vorgesehen.
Am 1. Februar 1921 wurde die Gesellschaft verstaatlicht. Strecken und Fahrzeuge wurden von der Tschechoslowakischen Staatsbahn ČSD übernommen.

## Die Strecken
- Košice (Kaschau)–Bohumín (Oderberg) (* 1869/1872); siehe Bahnstrecke Košice–Žilina, Bahnstrecke Žilina–Bohumín
- (Košice)–Kysak–Prešov (* 1870)
- Zahnradbahn Štrba–Štrbské Pleso; Spurweite 1000 mm; (1896–1932)

## Für Rechnung der Eigentümer betriebene Strecken
- Popradtalbahn: Poprad–Podolínec (* 1889/93)
- Leutschautalbahn: Spišská Nová Ves–Levoča (* 1893)
- Studený Potok–Tatranská Lomnica (* 1895)
- Spišské Vlachy–Spišské Podhradie
- Stražky–Spišská Belá
- Prešov–Bardejov
- Žilina–Rajec
- Čadca–Makov
- Čadca–Zwardoń
- Arvatalbahn: Kraľovany–Suchá Hora
- Göllnitztalbahn: Margecany–Gelnica (* 1884) und Gelnica–Smolník (1884–1965; 1000 mm Spurweite)
- Ružomberok–Korytnica (1908–1974; 760 mm Spurweite)

## Lokomotiven
Die Tabelle zeigt die Reihenbezeichnungen der k.k. priv. Kaschau-Oderberger Bahn und wie sie in das ČSD-Bezeichnungssystem 1924 übernommen wurden.
Die unter der Betriebsführung der Kaschau-Oderberger Bahn stehenden Lokalbahnen beschafften in der Regel eigene Lokomotiven. Sie gelangten später in den Bestand der Kaschau-Oderberger Bahn und erhielten mit Ausnahme der Schmalspurbahnen Bahnnummern nach dem KsOd-Schema.
| Lokomotiven der Kaschau–Oderberger Bahn | Lokomotiven der Kaschau–Oderberger Bahn | Lokomotiven der Kaschau–Oderberger Bahn | Lokomotiven der Kaschau–Oderberger Bahn | Lokomotiven der Kaschau–Oderberger Bahn | Lokomotiven der Kaschau–Oderberger Bahn | Lokomotiven der Kaschau–Oderberger Bahn | Lokomotiven der Kaschau–Oderberger Bahn   |
| Reihe                                   | KsOd-Nr.                                | Achsformel                              | Anzahl                                  | Hersteller                              | Baujahr                                 | ČSD-Nummer                              | Anmerkung                                 |
| --------------------------------------- | --------------------------------------- | --------------------------------------- | --------------------------------------- | --------------------------------------- | --------------------------------------- | --------------------------------------- | ----------------------------------------- |
| I                                       | 31–40                                   | 2'B n2                                  | 10                                      | Floridsdorf                             | 1884–1891                               | 253.101–110                             | baugleich SB 17a                          |
| Ia                                      | 41–45                                   | 2'B n2                                  | 5                                       | Budapest                                | 1895–1898                               | 254.401–405                             | baugleich MÁV Ia / MÁV 220                |
| Ip                                      | 301–318                                 | 1'C1'-n4v                               | 18                                      | Budapest, Floridsdorf, Wr. Neustadt     | 1907–1912                               | 354.901–918                             | baugleich kkStB 110                       |
| It                                      | 351–355                                 | 2'D-h2                                  | 5                                       | StEG                                    | 1918                                    | 455.001–005                             | baugleich SB 570                          |
| IIa                                     | 1–2                                     | 1B-n2                                   | 2                                       | Sigl/Wr. Neustadt                       | 1869                                    | 221.001                                 | -                                         |
| IIb                                     | 3–8                                     | 1B-n2                                   | 6                                       | Sigl/Wr. Neustadt                       | 1873                                    | 232.101                                 | baugleich MÁV II / MÁV 238                |
| IIIa                                    | 101–107                                 | C-n2                                    | 7                                       | Sigl/Wr. Neustadt                       | 1868–1869                               | 321.101–107                             | –                                         |
| IIIb1                                   | 108–130                                 | C-n2                                    | 23                                      | Sigl                                    | 1871                                    | 313.301–321                             | –                                         |
| IIIb2                                   | 131–143                                 | C-n2                                    | 13                                      | Sigl / Wiener Neustadt                  | 1873–1892                               | 313.322–334                             | –                                         |
| IIIb3                                   | 144–166                                 | C-n2                                    | 23                                      | Sigl / Wiener Neustadt                  | 1873–1892                               | 313.601–623                             | –                                         |
| IIIb4                                   | 201–205                                 | C-n2                                    | 5                                       | Sigl/Wr. Neustadt                       | 1873                                    | 313.335–339                             | 1879 von Eperjes-Tarnówer Bahn übernommen |
| IIIe                                    | 206–220                                 | C-n2                                    | 15                                      | Budapest                                | 1892–1898                               | 313.201–215                             | baugleich MÁV IIIe / MÁV 326              |
| IIIq                                    | 251–285                                 | C-n2v                                   | 35                                      | Budapest                                | 1899–1909                               | 334.301–335                             | baugleich MÁV IIIq / MÁV 325              |
| TVa                                     | 561–569                                 | 1'C1'-n2v                               | 9                                       | Budapest                                | 1912–1913                               | 320.201–209                             | –                                         |
| V                                       | 51–56                                   | B1t-n2                                  | 6                                       | Floridsdorf                             | 1881–1884                               | 210.001–004                             | –                                         |
| VIm                                     | 401–424                                 | C'C-n4v                                 | 24                                      | Budapest, Floridsdorf                   | 1912–1914                               | 622.001–024                             | baugleich MÁV 651                         |
| VImb                                    | 473–485                                 | C'C-n4v                                 | 13                                      | Floridsdorf                             | 1919                                    | 623.004–016                             | Brotankessel; direkt an ČSD abgeliefert   |

| Lokalbahnlokomotiven | Lokalbahnlokomotiven | Lokalbahnlokomotiven | Lokalbahnlokomotiven | Lokalbahnlokomotiven | Lokalbahnlokomotiven | Lokalbahnlokomotiven  | Lokalbahnlokomotiven                |
| Reihe                | KsOd-Nr.             | Achsformel           | Anzahl               | Hersteller           | Baujahr              | ČSD-Nummer            | Anmerkung                           |
| -------------------- | -------------------- | -------------------- | -------------------- | -------------------- | -------------------- | --------------------- | ----------------------------------- |
| X                    | 501–502              | Bt-n2                | 2                    | MÁVAG                | 1884                 | 200.201               | –                                   |
| XII                  | 521–533              | Ct-n2                | 13                   | MÁVAG                | 1892–1899            | 310.501–512           | baugleich MÁV XII / MÁV 377         |
| XIIa                 | 551–552              | Ct-n2                | 2                    | Krauss & Co/München  | 1882–1884            | 310.601–602           | gekauft von MÁV; baugleich MÁV XIIa |
| XIIb                 | 511–512              | Ct-n2                | 2                    | MÁVAG                | 1908                 | 310.701–702           | –                                   |
| XIVa                 | 541                  | Dt-n2                | 1                    | MÁVAG                | 1909                 | 410.101, UN → 410.006 | baugleich MÁV XIVa / MÁV 475        |
| TVa                  | 570–571              | 1C1t-n2v             | 2                    | MÁVAG                | 1914                 | 320.211–212           | –                                   |

| Schmalspurlokomotiven     | Schmalspurlokomotiven | Schmalspurlokomotiven | Schmalspurlokomotiven | Schmalspurlokomotiven | Schmalspurlokomotiven | Schmalspurlokomotiven | Schmalspurlokomotiven | Schmalspurlokomotiven |
| Lokalbahn                 | Spurweite             | Bahn-Nr.              | Achsformel            | Anzahl                | Hersteller            | Baujahr               | ČSD-Nummer            | Anmerkung             |
| ------------------------- | --------------------- | --------------------- | --------------------- | --------------------- | --------------------- | --------------------- | --------------------- | --------------------- |
| Göllnitztalbahn           | 1000 mm               | 1–4                   | Ct-n2                 | 4                     | Hagans                | 1884                  | U 36.01–04            | –                     |
| Zsakaroczvölgyi Iparvasut | 1000 mm               | 1–2                   | Bzt-n2                | 2                     | Esslingen             | 1884                  | –                     | Zahnradlokomotive     |
| Csorbasee-Zahnradbahn     | 1000 mm               | 1–2                   | Bzt-n2                | 2                     | Floridsdorf           | 1898                  | U 29.01–02            | Zahnradlokomotive     |
| Rosenberg–Korytnica       | 760 mm                | 1–3                   | Dt-n2                 | 3                     | MÁVAG                 | 1898                  | –                     | –                     |

| KsOd I Nr. 36 | KsOd Ib Nr. 301 | KsOd IIa Nr. 2 | KsOd IIb Nr. 6 |
| KsOd I Nr. 36 | KsOd Ib Nr. 301 | KsOd IIa Nr. 2 | KsOd IIb Nr. 6 |